# DE Bootis
DE Bootis (DE Boo) es una estrella binaria en la constelación de Bootes, el pastor de bueyes, visualmente situada medio grado al oeste de ξ Bootis.
De magnitud aparente media +6,01, es una estrella variable del tipo RS Canum Venaticorum cuyo brillo fluctúa 0,05 magnitudes.
Se encuentra a 37,6 años luz de distancia del sistema solar.
DE Bootis es una binaria espectroscópica cuya componente dominante es una enana naranja de tipo espectral K2V.
Tiene una temperatura efectiva entre 5220 y 5291 K y su luminosidad es la mitad que la del Sol.
Su metalicidad es algo superior a la solar ([Fe/H] = +0,08), con una abundancia relativa de elementos químicos comparable a la de nuestra estrella; únicamente el cinc, con una contenido un 63% mayor que en el Sol, se aparta en cierta medida de esta pauta.
Por otra parte, su abundancia relativa de litio es cinco veces mayor que en el Sol, dato que no es especialmente relevante ya que el Sol parece estar empobrecido en este metal en relación con la mayor parte de estrellas de nuestro entorno.
Se piensa que DE Bootis es una estrella antigua con una edad de más de 10 000 millones de años.
El período orbital del sistema es de 125,396 días, siendo la órbita notablemente excéntrica (ε = 0,51).
El semieje mayor de la órbita es de 0,52 UA.
Las masas de las componentes son 0,93 masas solares para la estrella principal y 0,45 masas solares para su acompañante.